# August von Hayek
Pour les articles homonymes, voir Hayek.
August von Hayek est un médecin et botaniste autrichien, né le 14 décembre 1871 à Vienne et mort le 11 juin 1928 dans cette même ville.

## Biographie
Il est le fils de Gustav von Hayek, professeur d'histoire naturelle et ornithologue. Il devient docteur en médecine de l'université de Vienne en 1895 Il exerce d'abord chez son père, puis prend son cabinet en 1898, tout en poursuivant des études de botanique. Il est docteur en botanique en 1905 et habilité en 1906 dans le domaine de la phytogéographie et fait professeur en 1916. Il épouse en 1898 Felicitas von Juraschek (1875-1930), fille d'un professeur de droit et de statistiques de l'université de Vienne. Il prend sa retraite de son cabinet de médecine en 1926. Il enseigne à l’université de Vienne à partir de 1926. Il voyage dans la région de Thessalonique avec Heinrich von Handel-Mazzetti en 1927.
Il se consacre à l'étude de la phytogéographie de l’ancien Empire austro-hongrois, particulièrement la Styrie et les Balkans.
Ses cendres reposent au crématorium de Simmering à Vienne. Il est le père de l'économiste Friedrich August von Hayek.
Il était vice-président de l'Union des médecins allemands et membre de la Société zoologico-botanique (vice-président de 1922 à 1928).

## Liste partielle des publications
- Die Sannthaler Alpen, 1907.
- Prodromus Florae Peninsulae Balcanicae, 1924-1933.
- Flora der Steiermark, 1808-1944.
- Schedae ad Florum stiriacum exsiccatum, 1904-1912.
- Die Pflanzendecke Österreich-Ungarns, 1914.
- Allgemeine Pflanzengeographie, 1926.

## Source
- Traduction de l'article de langue allemande de Wikipédia (version du 18 avril 2006).